# Акюрейри
А́кюрейри (исл. Akureyri) — город и община в северной части Исландии; четвёртый по величине город в стране (после Рейкьявика, Коупавогюра и Хабнарфьордюра). По данным переписи 2009 года, население города составляет 18 041 человека. Его также называют «северной столицей» Исландии (исл. Höfuðstaður Norðurlands). Находится в 387 км от Рейкьявика.

## История
Первые викинги поселились в районе Акюрейри ещё в IX веке н. э. Название Акюрейри упоминается с 1562, когда сюда была сослана одна женщина за супружескую измену. Постоянные поселения известны с 1778 года. С 1786 года Акюрейри получил от короля Дании статус города.

## География
Географические координаты Акюрейри — 65°41′ с. ш. 18°06′ з. д.. Город расположен на западном берегу фьорда Эйя-фьорд, у его конца; окружен горами, высочайшая из которых гора Сулур (Súlur), её высота 1213 м. Морское побережье представляет собой узкую ровную полоску перед крутым невысоким холмом. По городу протекает река Глерау (Glerá). Из-за расположения города в конце длинного фьорда, окруженного горами, климат скорее внутриостровной, чем прибрежный: здесь более значительные перепады температуры (теплое лето, холодная зима), чем во многих других частях Исландии. Горы защищают Акюрейри от ветров.
Поблизости от Акюрейри находится знаменитый водопад Годафосс, куда при крещении жителей Исландии сбрасывали языческих идолов.

### Климат
| Показатель                              | Янв. | Фев. | Март | Апр. | Май | Июнь | Июль | Авг. | Сен. | Окт. | Нояб. | Дек. | Год |
| --------------------------------------- | ---- | ---- | ---- | ---- | --- | ---- | ---- | ---- | ---- | ---- | ----- | ---- | --- |
| Абсолютный максимум, °C                 | 14   | 13   | 12   | 18   | 23  | 27   | 28   | 23   | 21   | 18   | 14    | 14   | 28  |
| Средний суточный максимум, °C           | 0,9  | 1,7  | 2,1  | 5,4  | 9,5 | 13,2 | 14,5 | 13,9 | 9,9  | 5,9  | 2,6   | 1,3  | 6,7 |
| Средняя температура, °C                 | −2,2 | −1,5 | −1,3 | 1,6  | 5,5 | 9,1  | 10,5 | 10,0 | 6,3  | 3,0  | −0,4  | −1,9 | 3,2 |
| Средний суточный минимум, °C            | −5,5 | −4,7 | −4,2 | −1,5 | 2,3 | 6,0  | 7,5  | 7,1  | 3,5  | −0,4 | −3    | −5,1 | 0,4 |
| Абсолютный минимум, °C                  | −19  | −20  | −17  | −15  | −9  | −2   | 2    | −2   | −7   | −10  | −15   | −19  | −20 |
| Норма осадков, мм                       | 55   | 43   | 43   | 29   | 19  | 28   | 33   | 34   | 39   | 58   | 54    | 53   | 489 |
| Источник: World Climate weatherbase.com |      |      |      |      |     |      |      |      |      |      |       |      |     |

## Культура и спорт
В городе есть собственный университет и два ботанических сада. Главная достопримечательность — лютеранская церковь Акюрейраркиркья.
Акюрейри является центром зимних видов спорта страны. Здесь организуются путешествия на снегоходах, скутерах, лыжные прогулки, подледный лов, чемпионат по хоккею.
В 2017 году на ледовой арене проходил турнир чемпионата мира по хоккею с шайбой среди женщин.

### Медиа
В Акурейри издается газета Vikublaðið. Исландская Национальная радиовещательная служба (Ríkisútvarpið) управляет двумя радиоканалами по всей стране. В Акюрейри есть несколько радиостанций, в том числе FM Akureyri и Voice FM 98.7.
В Акюрейри можно посмотреть несколько телевизионных станций (например, N4). Первоначально это был местный канал, но в 2008 году он начал вещать по всей стране.

## Преступность
Национальная полиция Исландии опубликовала статистические данные о преступности за 2000 год. В Акурейри было зарегистрировано 726 правонарушений, не связанных с правилами дорожного движения, на 10 000 человек населения по сравнению со средним показателем по стране в 892 человека, в то время как на 10 000 человек населения было зарегистрировано 2891 правонарушение в области дорожного движения по сравнению со средним показателем по стране в 2397 человек. В Акурейри дежурят всего пять полицейских. Как подтвердил мэр, имели место инциденты, когда дежурило недостаточно полицейских для реагирования на происходящую преступную деятельность. Однако в Акюрейри, как и в Исландии в целом, уровень преступности один из самых низких в мире.

## Известные люди
- В Акюрейри родился Фридрик Омар, участник конкурса песни Евровидение-2008 в составе дуэта Eurobandið.

## Достопримечательности
- Церковь Акюрейри
- Глерауркиркья
- Годафосс
- Арктический Ботанический Сад (Lystigardurinn)
- Старый фермерский дом «Laufas»
- Авиамузей Акюрейри

## Города-побратимы
- Олесунн, Норвегия
- Раннерс, Дания
- Вестерос, Швеция
- Лахти, Финляндия
- С 14 октября 1994 года по 15 ноября 2022 года городом-побратимом был российский город Мурманск[10]

## Галерея

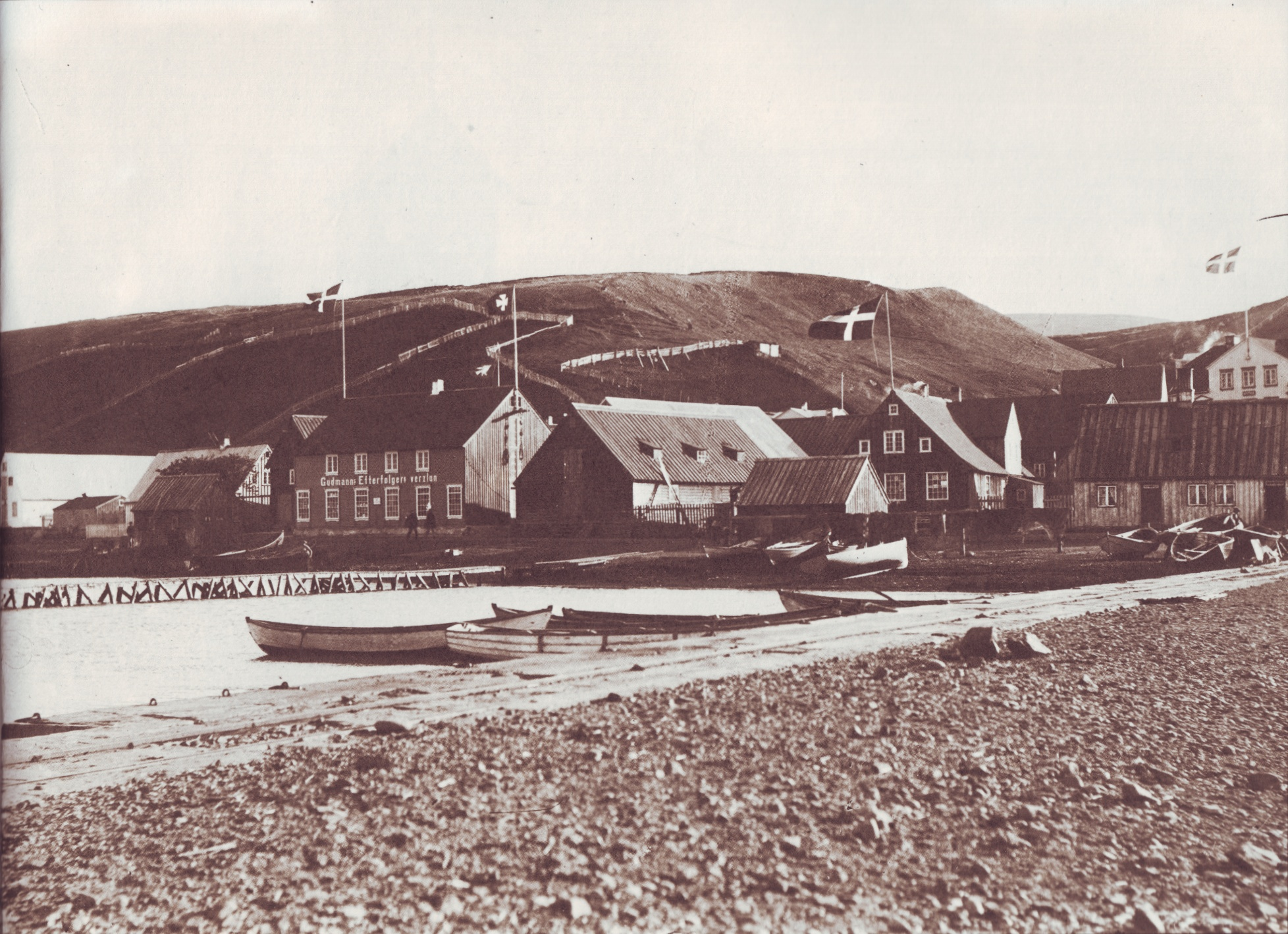
Акюрейри в 19 в.
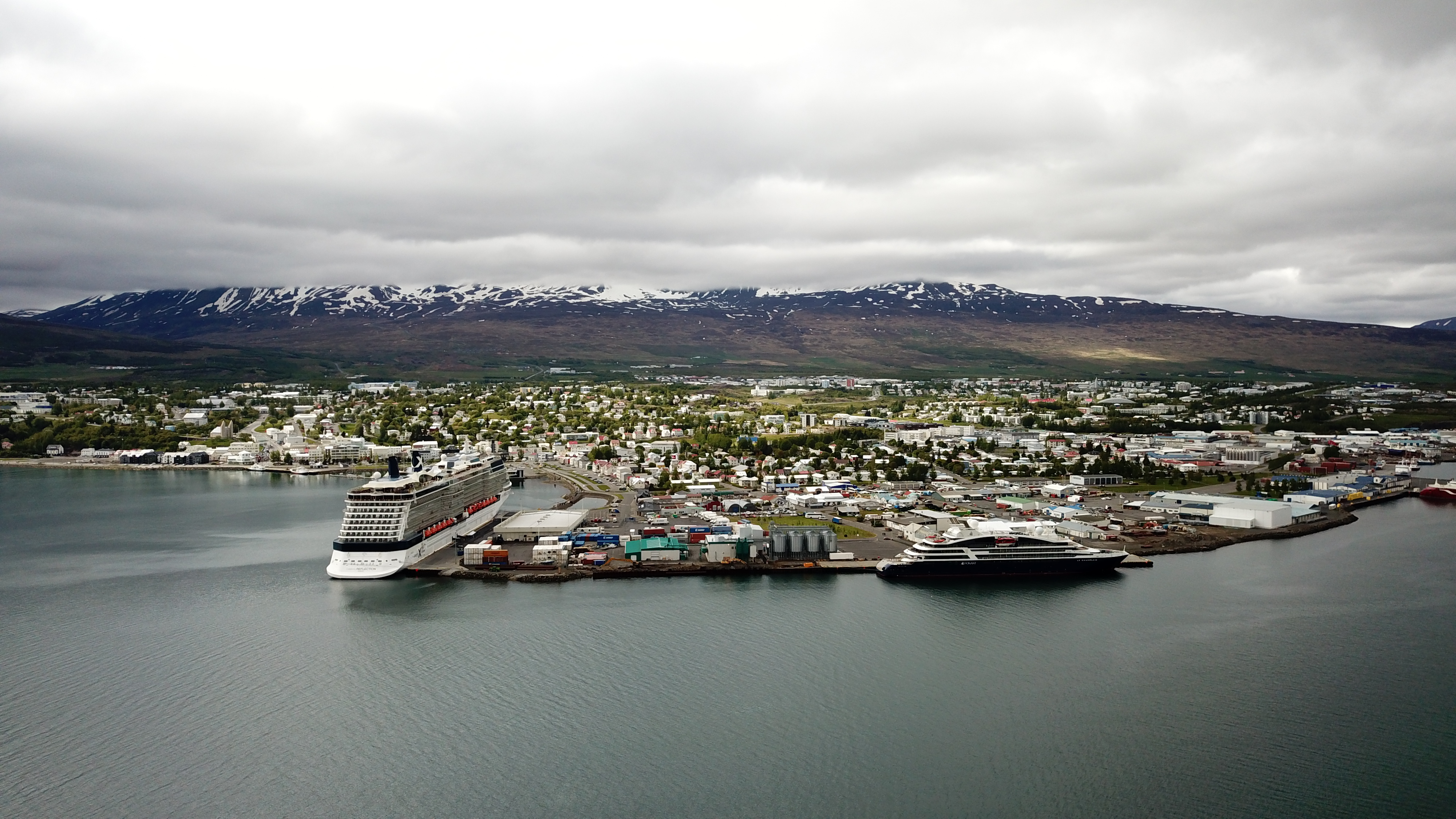
Вид на Акюрейри с противоположного берега фьорда (съёмка с квадрокоптера)
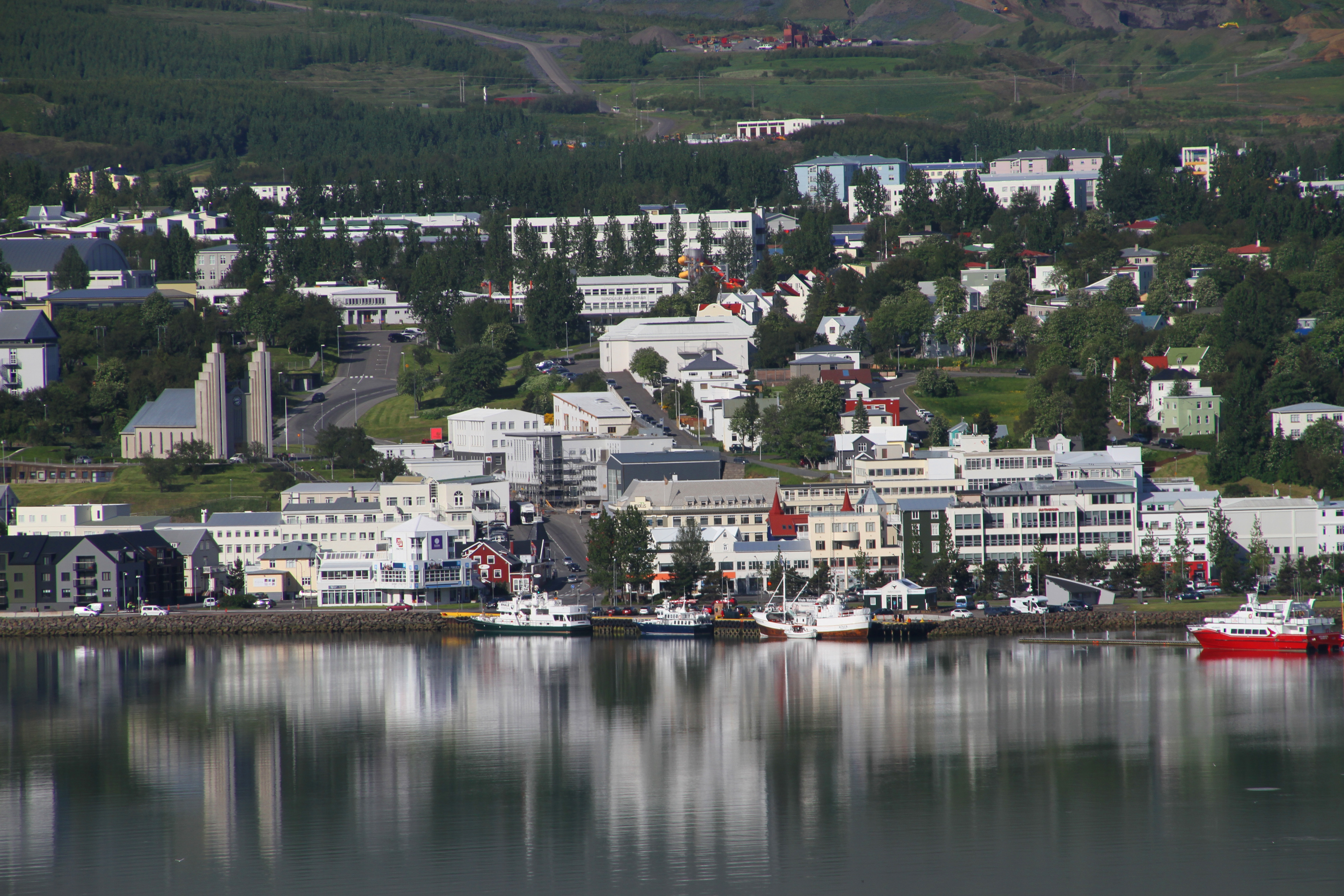
Город летом
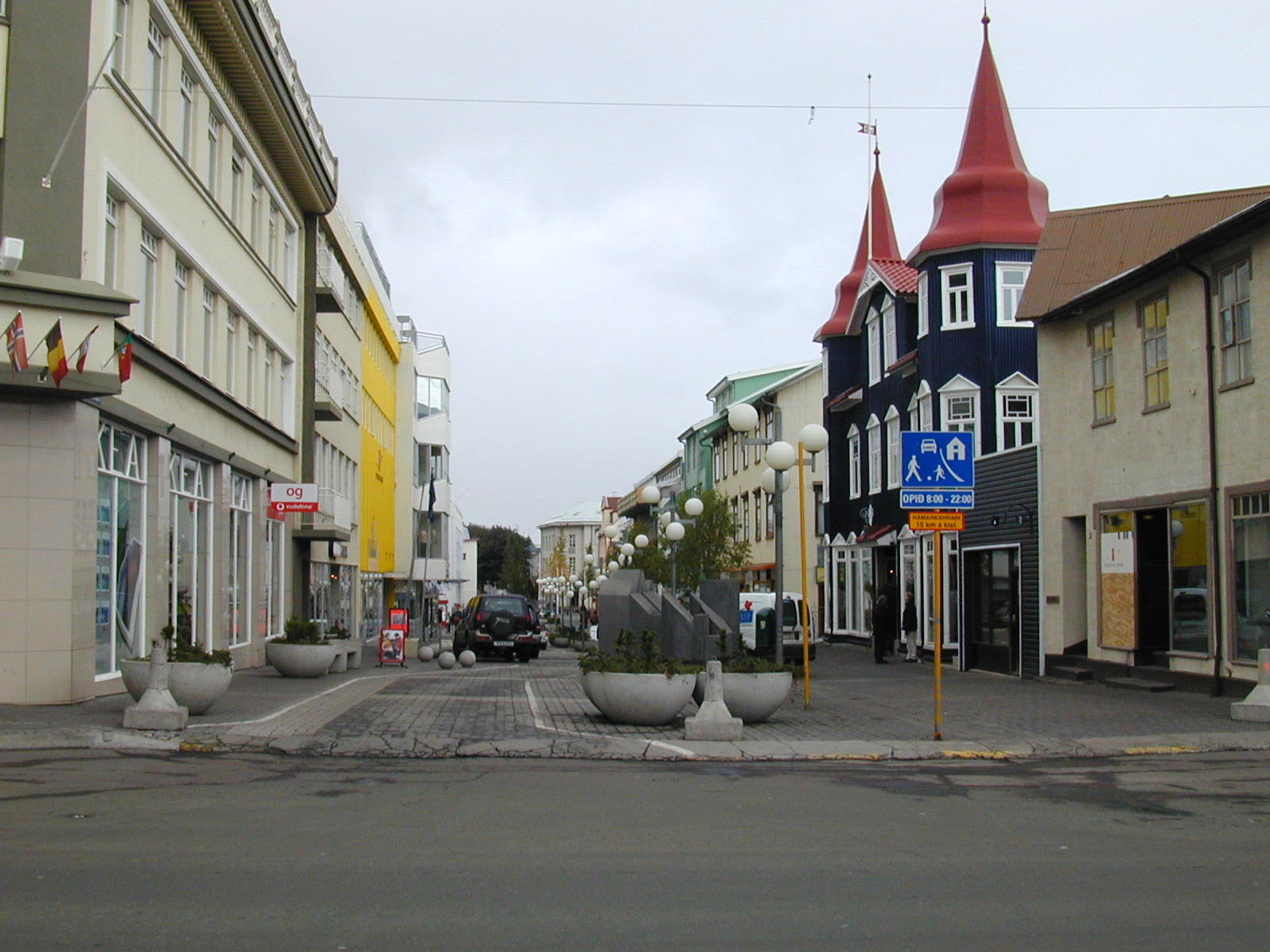
Улицы города